# Modena
Modena (IPA: ['mɔdena]; az emilián nyelv modenai dialektusában Mòdna) város Olaszországban, Emilia-Romagna régióban, a Pó völgyétől délre, Modena megye (provincia di Modena) székhelye. Ősi város és a Modena-Nonantolai főegyházmegye érseki székhelye, jelentős ipari központ.

## Látnivalók
- Palazzo Ducale
- San Geminiano-dóm és a Ghirlandina-torony

## Kultúra

### Oktatási intézmények
A Modenai Egyetemet 1175-ben alapították Itália második egyetemeként a bolognai után. A mai egyetem alapjait II. Ferenc modenai herceg hozta létre a karok jelentős kibővítésével 1686-ban. Az egyetem jogi és orvosi kara évszázadokon át Európa-szerte híres volt.
Az olasz katonatiszteket a modenai Olasz Katonai Akadémián képzik, amelynek egyes részei a barokk hercegi palotában kapnak helyet.

### Könyvtárak
A  Biblioteca Estense nevű könyvtárban történeti jelentőségű köteteket és kb. 3000 kéziratot őriznek.

## Gazdaság
A város ma leginkább az autógyártás fellegváraként ismert, mivel a legtöbb híres olasz autógyár itt található (Ferrari, De Tomaso, Lamborghini, Pagani és Maserati).

## Gasztronómia
Modena jól ismert a szakácsok körében, mivel itt gyártják a balzsamecetet. Modenában gyártják a népszerű gyűjthető Panini matricákat és albumokat.

## Magyar vonatkozások
I. Lajos magyar király az első nápolyi hadjárata során Nápoly felé vonulva 1347. december 10-én érkezett Modena városába. A város ura, Obizzo d'Este őrgróf kíséretével kilovagolt a király elé, és leszállva a lováról, a földről kívánta üdvözölni őt. Lajos azonban ezt finoman visszautasította, és egymás mellett lovagoltak be a városba. Másnap, mielőtt Lajos tovább indult volna, az őrgróf 3 felszerszámozott paripát ajándékozott a királynak, valamint elkísérte a királyt Bologna határáig, Ponte di Sant' Ambrogio-ig.

## Híres emberek
- Luciano Pavarotti (Modena, 1935. október 12. – Modena, 2007. szeptember 6.) tenor operaénekes.
- Gabriele Amorth katolikus pap és vatikáni főexorcista
- Vasco Rossi rockénekes (a Modena megyei Zoccában született)
- Stefano Modena Formula–1-es versenyző
- Filippo Neviani Nek énekes (a Modena megyei Sassuolóban született)
- Enzo Ferrari a Ferrari alapítója

## Testvértelepülések
- Szerbia – Újvidék
- USA – Saint Paul 1999
- Ausztria – Linz 1992
- Brazília – Londrina